# Don't F**k with Cats: Hunting an Internet Killer
Don't F**k with Cats: Hunting an Internet Killer é um documentário televisivo true crime de 2019 sobre uma caçada humana on-line. Foi escrito e dirigido por Mark Lewis e foi lançado na Netflix em 18 de dezembro de 2019. A série narra eventos após uma investigação amadora de crowdsourcing sobre uma série de atos de crueldade contra animais cometidos pelo ator pornográfico canadense Luka Magnotta, culminando no assassinato do estudante internacional chinês Jun Lin. Foi um dos cinco documentários mais assistidos da Netflix em 2019.

## Premissa
A série documental em três partes segue um grupo de detetives amadores da internet que lançou uma caçada humana a Luka Magnotta depois que ele ganhou notoriedade internacional em 2010 por compartilhar um vídeo on-line dele mesmo matando dois gatinhos em um saco plástico, sufocando-os com um aspirador de pó. Magnotta foi posteriormente condenado pelo assassinato do estudante internacional chinês Jun Lin em circunstâncias terríveis em 2012.

## Investigação inicial
A série começou com Deanna Thompson, analista de dados de um cassino em Las Vegas, e John Green, de Los Angeles. Em 2010, um vídeo viral chamado "1 Boy 2 Kittens" foi vinculado no Facebook e postado no YouTube. O vídeo mostra um homem brincando com dois gatinhos antes de colocá-los em um saco bem apertado e aspirar o ar, sufocando os gatinhos. Thompson e Green posteriormente iniciaram um grupo no Facebook para construir evidências e encontrar o autor do crime. O grupo trabalhou em conjunto para examinar os detalhes do vídeo, incluindo os objetos na sala, para ajudar a resolver o mistério.

## Elenco
| Elenco                     | Papel                              | Episódios   |
| -------------------------- | ---------------------------------- | ----------- |
| John Green                 | Ele mesmo                          | 3 episódios |
| Deanna Thompson            | Ela mesma—aka "Baudi Moovan"       | 3 episódios |
| Det. Sgt. Claudette Hamlin | Ela mesma—Polícia de Montreal      | 2 episódios |
| Antonio Paradiso           | Ele mesmo—Polícia de Montreal      | 2 episódios |
| Anna Yourkin               | Ela mesma—Mãe de Luka Magnotta     | 2 episódios |
| Benjamin Xu                | Ele mesmo—Melhor amigo de Jun Lin  | 2 episódios |
| Marc Lilge                 | Ele mesmo—Polícia de Berlim        | 2 episódios |
| Mike Nadeau                | Ele mesmo—Zelador                  | 1 episódio  |
| Joe Panz                   | Ele mesmo—Resgate                  | 1 episódio  |
| Joe Warmington             | Ele mesmo—Jornalista, Toronto Sun  | 1 episódio  |
| Henri                      | Ele mesmo—Detetive                 | 1 episódio  |
| Romeo Salta                | Ele mesmo—Advogado                 | 1 episódio  |
| Kadir Anlayisli            | Ele mesmo—Funcionário de lan house | 1 episódio  |
| Joel Watts                 | Ele mesmo—Psiquiatra de defesa     | 1 episódio  |

## Recepção
Duas semanas após sua estreia, a série documental se tornou um dos 5 documentários mais assistidos da Netflix em 2019. No site agregador de resenhas Rotten Tomatoes, a série tem um índice de aprovação de 69%, com base em 13 resenhas, com classificação média. de 8,3/10. O consenso do site diz: "Don't F**k with Cats: Hunting an Internet Killer oferece uma história intrigante, mas a intenção questionável e a narrativa confusa tornam-na difícil de vender para qualquer um, exceto para os verdadeiros completistas do crime."